# Thecopus
Thecopus – rodzaj roślin z rodziny storczykowatych (Orchidaceae). Obejmuje 2 gatunki występujące w Azji Południowo-Wschodniej w takich krajach i regionach jak: Borneo, Malezja Zachodnia, Tajlandia, Wietnam.

## Systematyka
Rodzaj sklasyfikowany do podplemienia Cymbidiinae w plemieniu Cymbidieae, podrodzina epidendronowe (Epidendroideae), rodzina storczykowate (Orchidaceae), rząd szparagowce (Asparagales) w obrębie roślin jednoliściennych.
Wykaz gatunków
- Thecopus maingayi (Hook.f.) Seidenf.
- Thecopus secunda (Ridl.) Seidenf.